# ميشا جرين
ميشا جرين ولدت في 22 سبتمبر 1984 وهي كاتبة سيناريو، مخرجة ومنتجة أمريكية.

## المهنة
كانت كاتبة سيناريو في برامج تلفزيونية مثل (الأبطال) و (أبناء الفوضى)
في عام 2016, أنشأت المسلسل التلفزيوني «الهروب من جورجيا» الذي يتحدث عن السكك الحديدية تحت الأرض التي كانت تمر بين دول العبيد ودول الحرية في الولايات المتحدة.
عرض المسلسل في 9 مارس 2016 وتم بث موسمه الثاني في 8 مارس 2017 .
حظي هذا المسلسل بتعليقات إيجابية من قبل النقاد.
كما وفي عام 2020, كتبت جرين سلسلة *بلد الحب* 
التي أنتجها  جوردان بيل وبثت على قناة HBO
وفي يناير 2021, اختيرت لكتابة وإخراج الجزء الثاني من فيلم تومب رايدر.